# 연천 FC
연천 FC(Yeoncheon Football Club)는 대한민국 경기도 연천군에 있는 축구 선수단이다. 에프씨충주가 운영하는 남자 세미프로 축구단이며, 2018년에 창단되었다. 연천종합운동장을 홈 경기장으로 사용하고 있으며 2018년부터 2019년까지 K3리그 베이직에 참가한 뒤 2020년부터 현재까지 K4리그에 참가하고 있다.

## 역사

### 충주시민축구단
2017년 12월 21일 창단하여 첫 시즌인 2018년 K3리그 베이직에서 정규리그 3위로 K3리그 베이직 플레이오프에 진출하는 기염을 토했고 플레이오프에서 재정적인 문제로 해체된 4위 부산 FC를 대신해 출전한 5위 양주시민축구단과 0-0으로 비겼음에도 정규리그 순위에서 앞선 덕분에 2019년 K3리그 어드밴스 승격에 성공했다.
그러나 2019년 K3리그 어드밴스에서 3승 3무 16패·12팀 중 11위라는 처참한 성적에 그치면서 차기 시즌인 2020 시즌을 앞두고 새롭게 출범한 K4리그에서 시작하게 되었고 첫 시즌인 2020년 K4리그에서는 5승 4무 15패·10위의 성적으로 마감했다.
그리고 이듬해인 2021년 K4리그에서는 17승 6무 7패·4위로 승강 플레이오프 진출이라는 K4리그에서의 역대 최고 성적을 거두면서 지난 2020 시즌과는 달라진 모습을 보였고 이후 승강 플레이오프에서 정규리그 3위 당진시민축구단과 0-0으로 비겼음에도 불구하고 정규리그 순위에서 밀리면서 아쉽게 2022년 K3리그 승격의 문턱에서 주저앉았다.
그러나 이듬해인 2022년 K4리그에서는 FC 남동, 양평 FC와 마찬가지로 9명의 부정 선수를 출전시킨 사실이 발각되면서 13라운드까지 진행되었던 경기 중 1경기(12라운드)를 제외한 모든 경기에서 몰수패 처리되는 등 9승 2무 21패·15위라는 초라한 성적으로 시즌을 마감했다.
코리아컵에는 2018년부터 2024년까지 7회 연속으로 참가했으나 과거 K3리그 베이직과 K3리그 어드밴스 소속 시절이던 2018년과 2019년에 거둔 64강이 역대 최고 성적일 정도로 상당히 저조했다.

### FC 충주
이후 2022년 12월 16일 충주시민축구단 운영 주체가 2022 시즌을 끝으로 해체되고 2023년 2월부터 새로운 운영 주체를 창설한 뒤 2024 시즌까지 FC 충주라는 이름으로 운영되다가 2025 시즌을 앞두고 경기도 연천군과 운영 및 관리 협약을 맺으면서 명칭도 '연천 FC'로 변경되었다.

## 선수 명단

### 1군 선수단
- 2023년 2월 12일 기준

참고: FIFA 자격 규정에 따라 소속된 국가대표팀 국기를 표시합니다. 선수는 복수의 FIFA 비회원국 국적을 가지고 있을 수 있습니다.
| 번호 | 포지션 | 국적 | 이름   |
| ---- | ------ | ---- | ------ |
| 1    | GK     |      | 신지훈 |
| 3    | DF     |      | 현재훈 |
| 4    | DF     |      | 권영호 |
| 5    | DF     |      | 전진호 |
| 6    | DF     |      | 김형수 |
| 7    | MF     |      | 윤성한 |
| 8    | MF     |      | 조윤형 |
| 9    | FW     |      | 한창우 |
| 10   | MF     |      | 김재철 |
| 11   | DF     |      | 김태우 |
| 12   | MF     |      | 유우   |
| 13   | DF     |      | 이주영 |
| 14   | MF     |      | 여봉훈 |
| 15   | MF     |      | 오도영 |
| 16   | DF     |      | 김태영 |
| 17   | MF     |      | 유성현 |
| 18   | MF     |      | 최건   |

| 번호 | 포지션 | 국적 | 이름   |
| ---- | ------ | ---- | ------ |
| 19   | FW     |      | 노주현 |
| 20   | DF     |      | 변준영 |
| 21   | GK     |      | 김은도 |
| 22   | DF     |      | 이준기 |
| 23   | DF     |      | 정용수 |
| 24   | MF     |      | 전정호 |
| 25   | DF     |      | 우민걸 |
| 26   | GK     |      | 이영창 |
| 27   | DF     |      | 김준섭 |
| 29   | MF     |      | 이종열 |
| 30   | FW     |      | 김효기 |
| 33   | DF     |      | 송승준 |
| 34   | DF     |      | 심표찬 |
| 35   | MF     |      | 박재현 |
| 42   | DF     |      | 이상하 |
| 44   | MF     |      | 신태영 |
| 55   | DF     |      | 신민철 |
| 66   | MF     |      | 김보섭 |
| 70   | DF     |      | 성문경 |
| 72   | FW     |      | 홍현승 |
| 77   | DF     |      | 김태성 |
| 78   | MF     |      | 홍광섭 |
| 80   | DF     |      | 안성민 |
| 98   | FW     |      | 이광재 |
| 99   | FW     |      | 배경환 |

## 주요 성적
- K4리그 : 4위 (2021)

## 참고 문헌
- “스포츠지원포털 등록 현황”. 대한체육회.
- “KFA 통합경기정보 시스템”. 대한축구협회.